# Mejdurétxensk
|  | Per a altres significats, vegeu «Mejdurétxensk (Komi)». |

Mejdurétxensk - Междуреченск (rus) - és una ciutat a l'óblast de Kémerovo, a Rússia. Es troba prop de la muntanya Xori, on el riu Ussa desemboca al riu Tom. Està a 325 km de Kémerovo i a 72 km de Novokuznetsk. La població va aparèixer arran de l'assentament d'Olxeras, creat pels treballadors de les mines de Tomussinski el 23 de setembre de 1948.